# Новіни (Володавський повіт)
Новіни (пол. Nowiny) — село в Польщі, у гміні Старий Брус Володавського повіту Люблінського воєводства.
Населення — 16 осіб (2011).
У 1975-1998 роках село належало до Холмського воєводства.

## Демографія
Демографічна структура станом на 31 березня 2011 року:
|          | Загалом | Допрацездатний вік | Працездатний вік | Постпрацездатний вік |
| -------- | ------- | ------------------ | ---------------- | -------------------- |
| Чоловіки | 10      | 0                  | 6                | 4                    |
| Жінки    | 6       | 0                  | 3                | 3                    |
| Разом    | 16      | 0                  | 9                | 7                    |